# Pickeringite
La pickeringite est un minéral de la classe des sulfates du groupe de l'halotrichite. Il est nommé d'après le linguiste et philologue américain John Pickering (1777-1846).

## Caractéristiques
La pickeringite est un sulfate d'aluminium et de magnésium fortement hydraté, de formule chimique MgAl2(SO4)4·22H2O. Elle cristallise dans le système monoclinique, et se trouve sous forme d'incrustations et d'efflorescences. Elle forme rarement des cristaux aciculaires, radiaux ou en agrégats. Elle a une cassure conchoïdale et un trait plus clair que sa couleur. C'est un minéral tendre, et sa dureté sur l'échelle de Mohs varie entre 1,5 et 2. Elle se désagrège progressivement à l'air et perd son eau quand elle est chauffée. Elle appartient au groupe de l'halotrichite, espèce avec laquelle elle forme une série de solution solide,. Elle forme également au moins une série partielle avec l'apjohnite.

## Classification
Selon la classification de Nickel-Strunz, la pickeringite appartient à "07.CB: Sulfates (séléniates, etc.) sans anions additionnels, avec H2O, avec des cations de taille moyenne", avec les minéraux suivants : dwornikite, gunningite, kiesérite, poitevinite, szmikite, szomolnokite, cobaltkiesérite, sandérite, bonattite, aplowite, boyléite, ilésite, rozénite, starkeyite, drobecite, cranswickite, chalcanthite, jôkokuite, pentahydrite, sidérotile, bianchite, chvaleticéite, ferrohexahydrite, hexahydrite, moorhouséite, nickelhexahydrite, retgersite, biebérite, boothite, mallardite, mélantérite, zinc-mélantérite, alpersite, epsomite, goslarite, morénosite, alunogène, méta-alunogène, aluminocoquimbite, coquimbite, paracoquimbite, rhomboclase, kornélite, quenstedtite, lausénite, lishizhénite, römerite, ransomite, apjohnite, bilinite, dietrichite, halotrichite, redingtonite, wupatkiite et méridianiite.

## Formation et gisements
C'est un minéral secondaire commun formé par l'altération de la pyrite dans les roches alumineuses ou dans les veines de charbon. On la trouve dans la zone oxydée de gisements minéraux hydrothermaux pyritiques, en général dans les zones arides. Elle est généralement associée à d'autres minéraux tels que la kalinite, l'alunogène, l'epsomite, la mélantérite, la copiapite et le gypse.

## Variétés
Trois variétés sont connues :
- La ferropickeringite, une variété riche en fer[6].
- La kasparite, une variété riche en cobalt[7].
- La pickeringite manganifère, une variété dans laquelle le manganèse peut remplacer (Mg, Fe) dans la série qu'elle forme avec l'apjohnite[8].